# シャルル3世 (エルブフ公)
シャルル3世・ド・ロレーヌ（Charles III de Lorraine, duc d'Elbeuf, 1620年 - 1692年5月4日）は、フランスの貴族。エルブフ公爵。

## 生涯
エルブフ公シャルル2世とその妻カトリーヌ・アンリエット・ド・ブルボンの間の長男として生まれた。母方の祖父母はフランス王アンリ4世とガブリエル・デストレである。アルクール伯フランソワ・ルイ、リルボンヌ公フランソワ・マリーは弟。
三十年戦争に従軍し、叔父のアルクール伯アンリの麾下でイタリア（1641年）とピカルディー（1642年）で戦った後、コンデ公ルイ2世（大コンデ）の部下としてロクロワの戦い（1643年）、ティオンヴィルの戦い、グラヴリーヌ包囲戦（1644年）、ネルトリンゲンの戦い（1645年）に参加している。1657年にエルブフ公爵位を継承、1661年にルイ14世の親政が始まるとすぐに、以前父が務めていたピカルディーおよびアルトワの知事に任命された。

## 子女

エルブフ公シャルル3世の紋章

1648年3月7日にアンヌ・エリザベート・ド・ラノワ（1626年 - 1654年）と最初の結婚をし、間に1男1女の2人の子女をもうけた。
- アンヌ・エリザベート（1649年 - 1714年） - 1669年、ヴォーデモン公シャルル・アンリと結婚
- シャルル（1650年 - 1690年）

1656年5月20日にブイヨン公フレデリック・モーリスの娘エリザベート（1635年 - 1680年）と再婚し、間に4男2女の6人の子女をもうけた。
- アンリ・フレデリック（1657年 - 1666年）
- マリー・エレオノール（1658年 - 1731年） - サン・ジャック女子修道院長
- マリー・フランソワーズ（1659年 - ?） - サン・ジェルメーヌ修道院長
- アンリ（1661年 - 1748年） - エルブフ公
- ルイ（1662年 - 1693年） - オルカン修道院長
- エマニュエル・モーリス（1677年 - 1763年） - エルブフ公

1684年8月25日にフランソワーズ・ド・モントール・ド・ナヴァイユ（1653年 - 1717年）と3度目の結婚をし、間に2人の娘をもうけた。
- シュザンヌ・アンリエット（1686年 - 1710年） - 1704年、マントヴァ公フェルディナンド・カルロと結婚
- ルイーズ・アンヌ・ラドゴンド（1689年 - 1762年） - サン・サーンス女子修道院長